# Eurylister uniformis
Eurylister uniformis är en skalbaggsart som först beskrevs av Lewis 1894.  Eurylister uniformis ingår i släktet Eurylister och familjen stumpbaggar. Inga underarter finns listade i Catalogue of Life.